# Lilium 'White Twinkle'
Lilium 'White Twinkle' — сорт лилий из раздела Азиатские гибриды по классификации третьего издания Международного регистра лилий.
Происхождение нераскрыто.

## Биологическое описание
Стебли 100—140 см высотой, зелёного цвета с тёмной маркировкой.
Листья очередные, тёмно-зелёные, 70×12 мм.
Цветки 17 см в диаметре.
Внешние лепестки загнутые, белые, горло жёлто-зелёное, центральная жилка у основания жёлто-зелёная, мелкие пятна на базальной части лепестков красновато-коричневые. Размеры лепестков: 95 × 35—50 мм.
Нектарники белые, опушённые. Рыльце тёмно-красное.
Пыльца ярко-оранжевая.

## В культуре
Lilium 'White Twinkle' используется, как декоративное садовое растение, а также для срезки.